# Annarah Cymone
Annarah Cymone (11 giugno 2000) è un'attrice statunitense conosciuta per i ruoli in The Midnight Club e Midnight Mass.

## Biografia
Annarah Cymone ha iniziato la sua carriera nel 2021, interpretando Ashely nel film Caged. 
Nello stesso anno, ha recitato nella miniserie drammatica Midnight Mass. Nella serie ha interpretato Leeza Scarboroughnel, una ragazzina costretta su una sedia a rotelle che viene miracolata dal parroco del suo villaggio. Nel 2022, ha recitato nella serie horror The Midnight Club, interpretando Sandra, una degli otto adolescenti malati terminali che la notte si ritrovano a raccontare storie spaventose.  

## Filmografia

### Cinema
- Caged, regia di Michael Anthony Walker (2021)

### Televisione
- Midnight Mass – miniserie TV, 7 episodi (2021)
- The Midnight Club – serie TV, 10 episodi (2022)